# Olivier Sarkozy
Pour les articles homonymes, voir Sarkozy (homonymie).
Pierre-Olivier Sarközy de Nagy-Bocsa, dit Olivier Sarkozy, né le 26 mai 1969 à Boulogne-Billancourt, est un homme d'affaires franco-américain, dirigeant du groupe Carlyle. Il est le demi-frère de Nicolas Sarkozy.

## Biographie

### Jeunesse
Olivier Sarkozy est le fils de Pál Sarkozy (1928-2023) et de Christine de Ganay (1944) (petite-fille de Magdeleine Goüin). Son père avait été précédemment marié à Andrée Mallah (1925-2017) et avait eu trois enfants avec elle, dont Nicolas, qu'Olivier rencontrait toutes les semaines pendant son enfance. Ses parents ont également eu une fille, mariée avec le banquier François Fournier. Christine de Ganay a divorcé et s'est ensuite remariée à Frank G. Wisner, un diplomate américain, quand Olivier avait seulement sept ans. Il a passé le restant de son enfance en dehors de la France, en Zambie, en Égypte et au Royaume-Uni, mais a toujours rencontré ses demi-frères pendant les mois d'été. Il étudie ensuite à l'université de St Andrews, où il obtient un M.A. en histoire médiévale.

### Carrière
En 1990, Olivier Sarkozy est engagé pour travailler à la banque d'investissement américaine Dillon, Read & Co. et l'abandonne trois ans plus tard pour rejoindre la First Boston Corporation (Crédit suisse), où il a occupé plusieurs postes de senior (dont celui de directeur général des services financiers du groupe).
En 2002, il entre chez UBS comme codirecteur mondial des services financiers, et il y a été le conseiller principal d'importantes acquisitions de plusieurs milliards de dollars.
Le 3 mars 2008, Olivier Sarkozy est nommé directeur général et co-responsable des services financiers internationaux (Global Financial Services Group) du groupe Carlyle,.
Il est membre du conseil d'administration de  BankUnited (en), Butterfield Bank (en), Duff & Phelps et de TCW Group (en).
Après avoir quitté ses fonctions chez Carlyle, il se lance dans le projet de lever son propre fonds dans les services financiers.
Olivier Sarkozy est membre du conseil d'administration de Kroll. 

### Vie privée
Olivier Sarkozy a été marié à Charlotte Bernard, dont il a eu deux enfants : Julien (2000) et Margot (2002) ; leur mariage a été célébré par Nicolas Sarkozy dans les années 1990 lorsqu'il était maire de Neuilly-sur-Seine. Charlotte a grandi à Paris, elle est diplômée d'histoire et auteur de livres pour enfants. Le père de Charlotte Bernard, Alain Bernard, est un célèbre producteur de films publicitaires, associé de son oncle Thierry de Ganay (« La PAC »). Elle est la nièce du professeur Jean Bernard, membre de l'Académie française.
Le couple a vécu ensemble à New York, a divorcé en 2012 avant de renouer en 2020.
Olivier Sarkozy a entre-temps eu une liaison avec Stella Schnabel, fille de l'artiste et réalisateur Julian Schnabel, et en avril 2012 avec l'actrice et designer américaine Mary-Kate Olsen. Ils se sont fiancés en 2014 et se sont mariés lors d'une cérémonie intime à Manhattan le 27 novembre 2015. Leur divorce est annoncé en mai 2020 et prononcé en janvier 2021,,.